# Vaso cespugliato

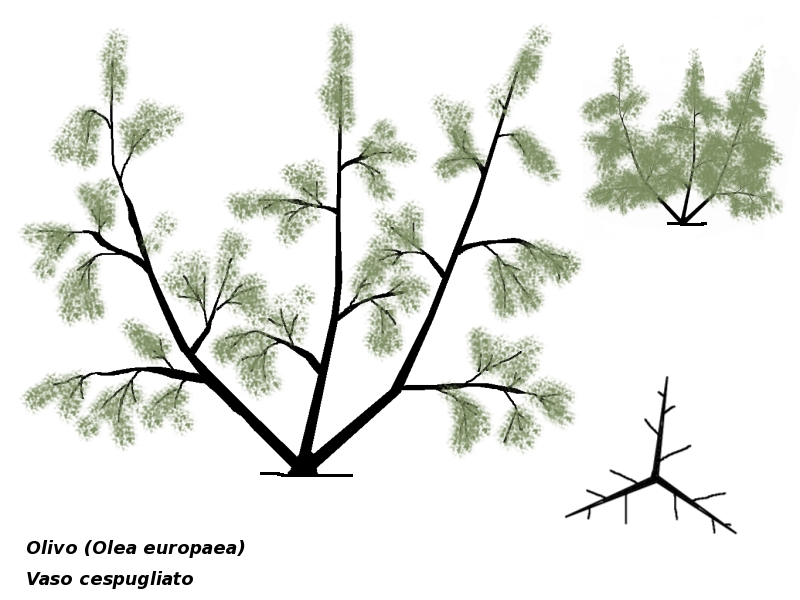
Vaso cespugliato

Il vaso cespugliato è un sistema d'allevamento adottato per l'olivo, ideato negli anni '50 per ricostruire gli oliveti distrutti dalle gelate del 1956 nell'Italia centrale. Tipologie simili possono essere adottate anche per l'allevamento di alcune specie legnose a portamento arbustivo, come ad esempio il nocciolo.

## Struttura
La differenza sostanziale rispetto alle forme a vaso consiste nell'assenza del tronco, ridotto alla sola ceppaia. Lo scheletro è composto da tre branche primarie orientate verso i vertici di un triangolo equilatero, inclinate nel tratto iniziale e poi dirette più o meno verticalmente. Le branche secondarie s'inseriscono lungo le primarie formando nel complesso tre strutture piramidali con le stesse finalità del vaso policonico. Nel complesso la pianta assume il portamento di un cespuglio espanso in volume e aperto al centro.
Questa tipologia è adatta alla ricostituzione di oliveti senescenti o distrutti da gelate o incendi: la ricostruzione della chioma secondo le forme d'allevamento classiche richiede tempi piuttosto lunghi; sfruttando invece la capacità pollonifera dell'olivo si può invece ricostruire la chioma in tempi più brevi selezionando tre dei più vigorosi polloni ricacciati dalla ceppaia, con una più precoce ripresa della produzione. Si può adottare anche per nuovi oliveti, tuttavia questo sistema si considera obsoleto soprattutto per gli elevati costi della raccolta in quanto è poco adatto alla meccanizzazione.

## Potatura d'allevamento
La potatura d'allevamento, anche se omogenea nei criteri di conduzione, ha tre differenti approcci secondo il contesto.
Nella ricostruzione di oliveti distrutti o senescenti, si taglia il tronco alla base. Nel primo anno si sviluppano diversi polloni che vanno lasciati crescere indisturbati, individuando però subito quelli più vigorosi e adatti a costituire il sistema delle tre branche. Eventualmente s'interviene per favorirne lo sviluppo eliminando quei polloni che possono disturbarli. Dal secondo anno si procede con la costruzione della forma geometrica inclinando verso l'esterno le tre branche e ripiegando i succhioni che tendono ad assumere uno sviluppo verticale verso l'interno. Gli interventi cesori devono essere ridotti al minimo indispensabile. L'inizio della produzione si può avere in genere dopo 3-4 anni, ma la piena produzione si raggiunge più precocemente rispetto alle forme classiche.
Nell'impianto di nuovi oliveti si recide il fusto alla base e si lasciano crescere indisturbati per 2-3 anni i nuovi getti, privilegiando naturalmente quelli che costituiranno le branche primarie. L'inizio di produzione si avrà al 4º-5º anno, ma anche in questo caso la piena produzione si raggiunge prima rispetto alle forme classiche. 
Una variante, nell'impianto di nuovi oliveti, consiste nel mettere a dimora tre piante (invece di una) ai vertici di un triangolo equilatero, a circa un metro l'una dall'altra e inclinate verso l'esterno. A maturità si ottiene una chioma che in realtà è costituita da tre piante distinte molto ravvicinate. Questo sistema permette di anticipare di un anno l'entrata in produzione, tuttavia richiede costi d'investimento elevati perché, a parità di sesto d'impianto, triplica il numero delle piante da acquistare in vivaio.

## Potatura di produzione
Si effettua con gli stessi criteri visti per il vaso policonico. La chioma dovrà essere mantenuta aperta al centro, rimuovendo i getti vigorosi che si sviluppano verticalmente verso l'interno, e le cime devono essere alleggerite diradando i getti laterali che possono infittirle eccessivamente. La potatura si completa con la sostituzione delle branchette fruttifere esaurite e con periodici tagli di ritorno sulle cime per contenere lo sviluppo in altezza.

## Criteri di scelta
Nel complesso il vaso cespugliato si caratterizza per la precocità di produzione, soprattutto in relazione alla minore lunghezza della stazione a produzione crescente. È tuttavia considerato un sistema superato per gli elevati costi d'impianto e per la difficile meccanizzazione. La forma si presta poco, infatti, per l'applicazione degli scuotitori e di reti o telai d'intercettazione.
L'adozione di questo sistema potrebbe avere ancora una sua giustificazione nella ricostruzione di oliveti distrutti e nella realizzazione di nuovi impianti, di piccole dimensioni, finalizzati alla produzione di olive da mensa o di olio di altissima qualità adottando la raccolta manuale per mezzo della brucatura.
Nonostante lo sviluppo in volume, il vaso cespugliato si presta per impianti abbastanza fitti (5x5 o 5x6) o di media densità (6x6, 6x7, 7x7).